# رئیس دولت (فیلم)
«رئیس دولت» (انگلیسی: Head of State (film)) یک فیلم به کارگردانی کریس راک است که در سال ۲۰۰۳ منتشر شد.

## بازیگران
- برنی مک
- لین ویتفیلد
- کریس راک
- دیلن بیکر
- نیک سیرسی
- تامالا جونز
- جیمز ریبورن
- کیث دیوید
- تریسی مورگان
- نیت داگ
- استفانی مارس